# More Dirty Dancing
More Dirty Dancing (Voller Titel: More Dirty Dancing: More Original Music from the Hit Motion Picture) ist ein Soundtrackalbum zum erfolgreichen Tanzfilm Dirty Dancing. Nach dem großen Erfolg des Original-Soundtracks veröffentlichte RCA Records einen zweiten Teil des Soundtracks mit weiteren Titeln aus dem Film sowie einigen Instrumentalversionen.

## Titelliste
1. (I’ve Had) The Time of My Life (Instrumental) (The John Morris Orchestra) — 0:37
2. Big Girls Don’t Cry (The Four Seasons) — 2:25
3. Merengue (Michael Lloyd & Le Disc) — 2:16
4. Some Kind of Wonderful (The Drifters) — 2:33
5. Johnny’s Mambo (Michael Lloyd & Le Disc) — 3:02
6. Do You Love Me (The Contours) — 2:49
7. Love Man (Otis Redding) — 2:14
8. Wipe Out (The Surfaris) — 2:12
9. These Arms of Mine (Redding) — 2:26
10. De Todo un Poco (Michael Lloyd & Le Disc) — 2:27
11. Cry to Me (Solomon Burke) — 2:23
12. Trot the Fox (Michael Lloyd & Le Disc) — 2:04
13. Will You Love Me Tomorrow (The Shirelles) — 2:39
14. Kellerman’s Anthem (The Emile Bergstein Chorale) — 3:17
15. (I’ve Had) The Time of My Life (Instrumental) (The John Morris Orchestra) — 0:55

## Rezeption
Bei der Kritik fiel der zweite Teil des Soundtracks durch, insbesondere da sämtliche Hits bereits auf dem ersten Teil vorhanden waren und der Soundtrack so einem Schnellschuss gleichkam. In den Charts dagegen war das Album sehr erfolgreich und erreichte erste Plätze in den deutschen, österreichischen und Schweizer Charts. In den Billboard 200 und den UK Top 40 erreichte das Album Platz 3.

## Kommerzieller Erfolg

### Chartplatzierungen
| ChartsChartplatzierungen       | Höchstplatzierung | Wochen |
| ------------------------------ | ----------------- | ------ |
| Deutschland (GfK)              | 1 (34 Wo.)        | 34     |
| Österreich (Ö3)                | 1 (30 Wo.)        | 30     |
| Schweiz (IFPI)                 | 1 (17 Wo.)        | 17     |
| Vereinigte Staaten (Billboard) | 3 (52 Wo.)        | 52     |
| Vereinigtes Königreich (OCC)   | 3 (27 Wo.)        | 27     |

| ChartsJahrescharts (1988) | Platzierung |
| ------------------------- | ----------- |
| Deutschland (GfK)         | 4           |
| Österreich (Ö3)           | 6           |
| Schweiz (IFPI)            | 11          |

### Auszeichnungen für Musikverkäufe
| Land/Region                  | Auszeichnungen für Musikverkäufe (Land/Region, Auszeichnung, Verkäufe) | Verkäufe  |
| ---------------------------- | ---------------------------------------------------------------------- | --------- |
| Deutschland (BVMI)           | Platin                                                                 | 500.000   |
| Frankreich (SNEP)            | Gold                                                                   | 100.000   |
| Hongkong (IFPI/HKRIA)        | Gold                                                                   | 10.000    |
| Kanada (MC)                  | 3× Platin                                                              | 300.000   |
| Neuseeland (RMNZ)            | Gold                                                                   | 7.500     |
| Niederlande (NVPI)           | Gold                                                                   | 50.000    |
| Schweiz (IFPI)               | Platin                                                                 | 50.000    |
| Vereinigte Staaten (RIAA)    | 4× Platin                                                              | 4.000.000 |
| Vereinigtes Königreich (BPI) | Platin                                                                 | 300.000   |
| Insgesamt                    | 4× Gold · 10× Platin ·                                                 | 5.317.500 |